# 川浪葉子
川浪葉子（日语：／ Kawanami Yōko，1957年4月22日—2025年3月18日），日本女性配音員。出身於神奈川縣橫濱市中區元町。青二Production最終所屬。身高157cm。B型血。

## 經歷
川浪葉子在神奈川縣橫濱市中區元町長大。她畢業於橫濱市立南吉田小學、橫濱共立學園中學、高等學校。當時，這是日本建立的第二所教會學校，因此紀律似乎非常嚴格，但她欣然接受了，並成長為一位安靜、優雅的年輕女性。身為獨生女，她在精心的撫養下長大，內向、害羞、安靜。她是家中獨子，父親是一名牙醫，因此在高中時就立志成為一名牙醫。
然而就在高中畢業前，她突然向父母宣布，她想成為一名配音員，並將就讀東放學園廣播學院聲優學系。當時的她並不想走既定的路，因為本身喜歡西洋電影，所以她想「做點與西部電影有關的事」。父母大吃一驚，予以強烈反對，但這次她立場堅定，不肯退縮，與父母的爭論持續了三天三夜，但最終父母認可了川浪的堅定意志並原諒了她。1982年，川波對父母關心她、讓她重拾信心的善意表示感謝，並說「女兒似乎對即將踏上未知的旅程十分焦慮」。正如父母所擔心的，她對配音幾乎一無所知，所以直到快畢業時才意識到，事情並不像「如果想成為一名配音演員，就必須去一所專門學校」那麼簡單。1年後，當她就要畢業的時候，她突然不知道下一步該做什麼，但她明白，為了成為一名配音員，必須進一步提升自己的演技。於是，她報名參加了Theatre Echo訓練學校並努力學習，心想「如果我在這裡失敗了，我就無法面對我的父母了」。學校的訓練雖然艱苦，但她的演技進步很快，進入專業課後就被選中。她與山田康雄共同主演了廣播節目《一千零一夜》，該節目播出了1年。她當時表示，自己很高興有機會體驗1年的職業生活。此後，她透過新企劃加入了青二Production。她以配音員首次亮相是外國動畫《穴居人隊長和少年天使》。
之後，她演出了《警網鐵金剛》、《加州公路巡警》、 《機動戰士鋼彈》的羅蘭、《戰國魔神豪將軍》的艾露莎等。到了1982年，她已經在電視節目中演出了三個常駐或半常駐角色，有《六神合體雷霆王》的日向美佳、《阿波羅之女》的阿芙蘿黛蒂、《太陽之牙達格拉姆》的莉塔。
2025年3月18日因癌症逝世。享壽67歲。其所屬經紀公司於3月27日公佈了其死訊。

## 人物、逸事
她主要飾演女性角色。過去，她以飾演害羞、嫻靜的少女和活潑、可靠的姐姐類型的角色而聞名，但到1997年，她開始飾演有年紀一點的母親角色。
1982年，她獲得《太陽之牙達格拉姆》的莉塔一角，是一個活潑、情緒強烈的少女，她會因為高興和激動而睡不著覺，甚至在演出結束後，她也會興奮和激動，需要5個小時才能恢復正常。
特技：電子琴、華道。資格、執照：普通汽車執照、和服著付師。
在廣播劇《流星俱樂部》「惡靈之星」中與演員原田大二郎上演了一段愛情戲。
她曾被日本電視台的節目《LookLook空尼奇瓦》聘為記者，但僅工作一天就辭職了，理由是「她不喜歡這份需要露臉的工作」。
她在1990年代的《怪博士與機器娃娃》電影系列裡接替向井真理子演的山吹綠之一角，並在《七龍珠Z》裡飾演布瑪的母親。也在《七龍珠改》裡飾演布瑪的母親。

## 演出
粗體字表示主要角色。

### 電視動畫
1979年
- 機動戰士鋼彈（羅蘭·裘安）
- 魯邦三世 (TV第2系列)（日语：ルパン三世 (TV第2シリーズ)）

1980年
- 加油權兵衛（日语：がんばれゴンベ）（門子）
- 凡爾賽玫瑰（鎮上女性）

1981年
- 戰國魔神豪將軍（艾露莎）
- 太陽之牙達格拉姆（莉塔·貝雷特[14]）
- 你好！珊蒂貝爾（日语：ハロー!サンディベル）（艾莉絲）
- 機甲孖寶（日语：めちゃっこドタコン）（團由美、西城美里、珍妮山內、春風颯花）
- 六神合體雷霆王（日向美佳[15]）

1982年
- 阿波羅之女（阿芙蘿黛蒂）
- 怪物小王子 (1980年版)（真子）
- 雷鳥2086（葛林·漢森的女兒、珍妮）
- Cybot Robotchi（日语：サイボットロボッチ）（胡桃、真朋）
- 怪博士與機器娃娃 (1981年版)（1982年—1983年，美女、露露）
- 野生的咆嘯（日语：野生のさけび）

1983年
- 騎士愛我（日语：愛してナイト）（萬里乃）
- 銀河疾風流離我（吉納、女A）
- 裝甲騎兵波德姆茲（1983年－1984年，可可娜[16]）
- 忍者哈特利（愛子老師）

1984年
- 宗谷物語（日语：宗谷物語）（札子、妻、雪子）
- 雷射戰士雷薩里昂（夢露）
- 銀翼超人（1984年－1985年，夢葵[17]）

1985年
- 鬼太郎 (第3作)（1985年—1988年，天童夢子的母親〈天童優子〉、新一的媽媽、廣播、女教師、長與茂草、阿夢的母親、送行提燈）

1986年
- 七龍珠（蘭芳）
- Wonder Beat Scramble（日语：ワンダービートS）（杉田律子）

1987年
- 城市獵人（牧野陽子、翔）
- 之後頓珍漢（日语：ついでにとんちんかん）（1987年—1988年，吉澤今日子）
- 變形金剛：頭領戰士（1987年—1988年，艾茜[18]）
- 妙手小廚師（1987年－1989年，山岡光子[19]）

1988年
- Topo Gigio（日语：トッポ・ジージョ）（戴納[20][21]、葛洛莉亞小姐、華倫小姐、顧客、羅素太太、大嬸、女孩子、艾莉亞、老闆娘、佩佩、老鼠A、老師、史特凡諾、店員B、蘇菲亞·蒙特）2系列[系列 1]
- 甜蜜小天使 (1988年版)（微微特、山口的母親、健太的母親）

1989年
- 西瓜皮先生（加代子、美女）
- 麵包超人（1989年－1994年，磨菇妹妹〈初代〉）
- 勇者鬥惡龍（1989年—1990年，瑪蒂娜）
- 魔法使莎莉 (1989年版)（暹羅）

1990年
- 魔動王Granzort（冰之女王[22]）

1992年
- 超仙魔大戰（上御大人）
- 七龍珠Z（1992年－1994年，布瑪的媽媽〈第2代〉、辛西雅）
- 美少女戰士（羅絲）
- 法蘭德斯之犬 我的帕特拉許（日语：フランダースの犬 ぼくのパトラッシュ）（安娜）
- 蜜柑繪日記（莫莉）
- 小巫仙（女王）

1993年
- GS美神（梅杜莎）

1994年
- 蠟筆小新（宇集院夫人）
- 美少女戰士S（う·イカサマン）
- 橘子醬男孩（松浦留美〈小石川留美〉）

1995年
- 動畫世界的童話（日语：世界名作童話シリーズ ワ〜ォ!メルヘン王国）（仙女）
- 近所物語（幸田留里子[23]）

1996年
- 蒙面俠蘇洛傳（莉安娜的母親）
- 鬼太郎 (第4作)（吹熄婆婆）
- 美少女戰士SuperS（麻也子）

2006年
- 我們這一家（2006年—2007年，電視的聲音、電視的聲音A、伊集院夫人）
- 飛天小女警Z（莎拉·貝倫小姐）

2007年
- 名偵探柯南（2007年—2013年，井上弘子、出波茉利）
- ONE PIECE（阿碧的母親）

2008年
- 鬼太郎 (第5作)（2008年—2009年，夢露、吸血樹）
- 墓場鬼太郎（蛤蟆小姐）

2009年
- 元素高手（奈緒美·菲利納）
- 七龍珠改（2009年—2014年，布瑪的母親）2系列

### 電影動畫
1982年
- 劇場版 六神合體雷霆王（日向美佳[24]

1983年
- 迴力車達格拉姆
- 紀錄片 太陽之牙達格拉姆（莉塔·貝雷特）

1985年
- 企鵝記憶幸福故事（日语：ペンギンズ・メモリー 幸福物語）（母親）

1986年
- 喀喀喀的鬼太郎：強烈衝突!! 異次元妖怪的大叛亂（水木夫人）
- 喀喀喀的鬼太郎：最強妖怪軍團！登陸日本!!（天童夢子的母親[25]）
- 劇場版 北斗神拳（日语：北斗の拳 (1986年の映画)）

1987年
- 七龍珠：魔神城內的睡美人（指導員）

1992年
- 勇者鬥惡龍 達伊的大冒險：突破吧!! 新生6大將軍（梅內羅）

1993年
- 怪博士與機器娃娃：嗯加！企鵝村的早晨（日语：Dr.スランプ アラレちゃん んちゃ!ペンギン村はハレのち晴れ）（山吹綠）
- 怪博士與機器娃娃：嗯加！愛在企鵝村（日语：Dr.スランプ アラレちゃん んちゃ!ペンギン村より愛をこめて）（則卷綠[26]）

1994年
- 怪博士與機器娃娃：吼唷唷!! 報恩的鯊魚被我帶走了…（日语：Dr.スランプ アラレちゃん ほよよ!!助けたサメに連れられて…）（則卷綠）
- 怪博士與機器娃娃：嗯加!! 緊張刺激的暑假（日语：Dr.スランプ アラレちゃん んちゃ!!わくわくハートの夏休み）（則卷綠[27]）

1996年
- 劇場版 近所物語（幸田留里子）

2011年
- 蠟筆小新：黃金間諜大作戰（優絲姆）

2013年
- 七龍珠Z：神與神（布瑪的母親）

### OVA
1985年
- 裝甲騎兵波德姆茲：最後的紅肩隊（可可娜·巴特拉）

1986年
- 裝甲騎兵波德姆茲：大決戰（可可娜·巴特拉）

1987年
- JUNK BOY（日语：JUNK BOY）

1988年
- （松鼠太）

1989年
- 單身公寓II（日语：独身アパートどくだみ荘）（女A）
- 爆走賽車場浪漫 TWIN（日语：TWIN）（亞紀）
- 午夜之眼（日语：ゴクウ）（珍）

1990年
- 信箱中的明天（日语：ポストの中の明日）（市川弘的母親）

1992年
- KO世紀三獸士2（艾拉·瑪）

1993年
- 假面騎士SD 怪奇!? 蜘蛛男（滿）
- 兵蜂 WinBee的1/8恐慌（茱莉安娜女王）

1994年
- GO！GO！ACKMAN 惡魔少年（日语：GO!GO!ACKMAN）（媽媽）
- 幽幻怪社（淺加賀留理子）

1995年
- 鬼切丸（日语：鬼切丸）（和惠）

2010年
- 裝甲騎兵波德姆茲 幻影篇（可可娜·巴特拉）

2011年
- 裝甲騎兵波德姆茲 孤影再現（可可娜·巴特拉）

### 遊戲
1991年
- Schwarzschild（日语：シュヴァルツシルト (ゲーム)）（緹雅拉·布朗）

1992年
- Schwarzschild II（日语：シュヴァルツシルト (ゲーム)）（艾蜜莉亞·席伏特）

1993年
- Moonlight Lady（日语：ムーンライトレディ）（黑暗少女）

1994年
- 七龍珠Z外傳：賽亞人滅絕計畫（布瑪的媽媽）

1995年
- 芝加哥藍調（日语：J.B.ハロルドシリーズ）（茱莉亞·弗羲斯）

1997年
- 心動美麗同盟（日语：ドキドキプリティリーグ#ドキドキプリティリーグ）（川原奈美、珍妮佛·克蘭西）

1998年
- 裝甲騎兵波德姆茲 烏度·古孟篇（日语：装甲騎兵ボトムズ ウド・クメン編）（可可娜）

1999年
- Toy Fighter（露）

2000年
- 日昇英雄譚R（日语：サンライズ英雄譚）（可可娜·巴特拉）

2001年
- 召喚夜響曲2（日语：サモンナイト2）（法咪·曼恩）

2008年
- 七龍珠DS（日语：ドラゴンボールDS）（蘭芳）
- Rupupu Cube Lup★Salad DS（日语：ルプ★さらだ）（媽媽）

2011年
- 第2次超級機器人大戰Z 破界篇／再世篇（日向美佳）

2014年
- 第3次超級機器人大戰Z 時獄篇／天獄篇（日向美佳）

### 外語配音

#### 電影
- 加州玩偶（英语：...All the Marbles） ※朝日電視台版[注 2]。
- 難補情天恨（英语：Agatha (film)）
- 咬緊子彈（英语：Bite the Bullet (film)） ※朝日電視台版。
- 絕命聖誕夜（英语：Black Christmas (1974 film)）（克萊爾〈琳恩·葛瑞芬（英语：Lynne Griffin）〉）※富士電視台版[注 3]。
- 凶獸出籠（英语：Day of the Animals）（貝絲·休斯〈凱斯琳·布拉肯〉）
- 天倫夢覺（英语：East of Eden (film)） ※朝日電視台版[注 3]。
- 肥龍過江（何梅珍〈李海淑〉）※富士電視台版。
- 鬼馬雙星（佩佩〈丁佩〉）※富士電視台版。
- 小精靈2（精靈女孩）※朝日電視台版。
- 迅雷禁區（英语：Speed Zone）（蒂芬妮〈唐娜·迪克森（英语：Donna Dixon）〉）※VHS版。
- 盲俠智多星 ※富士電視台版。
- 妓院春色（英语：The Cheyenne Social Club） ※朝日電視台版。
- 糊塗福星闖倫敦（英语：The Man Who Knew Too Little）（芭芭拉·里奇〈安娜·西奧多拉（英语：Anna Chancellor）〉）
- 會考風波（英语：The Under-Gifted）（珍妮）
- 訪客（英语：The Visitor (1979 film)）（警探〈華萊士·威爾金森〉）※TBS版[注 3]。
- 師弟出馬（秀姐〈李麗麗〉[28]）※富士電視台版。

#### 動畫
- 穴居人隊長和少年天使（英语：Captain Caveman and the Teen Angels）

### 特攝影集
- 布斯卡！布斯卡!!（1999年，月亮的聲音）

### CD、卡式錄音帶
- CD劇場 勇者鬥惡龍III（日语：CDシアター ドラゴンクエスト）（露易達）
- 百鬼夜行抄（飯嶋絹）
- 魔獸戰士露娜·華爾格（日语：魔獣戦士ルナ・ヴァルガー）（莉露）
- 優&魅衣（日语：優&魅衣）（魅衣）
- 夢幻獵人麗夢 南麻布魔法俱樂部（日语：ドリームハンター麗夢）（荒神谷彌生）

### 廣播劇
- 流星俱樂部（日语：流星倶楽部）「惡靈之星」（薗田櫻子）
- 青山二丁目劇場（日语：青山二丁目劇場） （由紀的母親〈美紗紀〉）

### 音樂
- 《裝甲騎兵波德姆茲》插入歌，發行：1983年（KING RECORDS），作詞：高橋良輔，作曲、編曲：乾裕樹（日语：乾裕樹）
- 多角形物語 《優&魅衣（日语：優&魅衣）》，發行：1987年（Warner Pioneer），作詞、作曲：山本正之（日语：山本正之），編曲：田中公平，主唱：川浪葉子、鹽屋翼、莊真由美、江森浩子

### 電視節目
- 少年隊夢（日语：少年隊夢）（旁白）
- 看清世界！電視特搜部（日语：世界まる見え!テレビ特捜部）（旁白、女性的日語配音）

### 其它
- 千夜一夜物語（四國放送）[注 1]與山田康雄（日语：山田康雄）擔任
- 橫濱甘美蘭之會（主持人）
- 親鸞研究會 惠信尼的夢境故事（惠信尼）
- 碰碰車廣告（克拉麗絲）

## 腳註

## 外部連結
- 川浪葉子｜青二Production （日語）